# 國民普托斯體育會
國民普托斯體育會（Nacional Potosí）是一支玻利維亞足球會，於1942年3月24日成立，現時於玻甲作賽。他們長期在低組別聯賽，但至2004年在艾拉夫的入主之後，球隊實力大嘗增。2007年升年差點升班成功，僅敗給奧路拿。2009年終於升班，但首季便立即降班。